# Музей натюрмортів
 Музей натюрмортів(італ. Museo della natura morta) — музей, розташований в Поджо-а- Каяно ( Прато ) поблизу Флоренції.

## Історія коротко
Музей натюрмортів відкрито на Віллі Медічі в Поджо-а-Каяно у 2007 році.
В основі — збірка герцогів Тосканських. Серед представлених витворів мистецтва — натюрморти XVI — XVII століть художників Італії, Фландрії, Голландії. Збірка невелика і лише починає формуватися. В колекції є :
- Маргеріта Каффі (бл. 1650—1710), Італія
- Бартоломео Бімбі
- Джованна Гарцоні (1600—1670)Італія
- Бартоломео Люгоцці
- Андреа Скаччіаті
- Отто Марсеус ван Скрик (1620 — 1678), Нідерланди
- Маріо де Фьорі тощо